# قيس بن عوف البارقي
قيس بن أبي قيس عوف البارقي الأزدي (نحو 20 ق هـ - 37 هـ / 602م - 657م): صحابي، فارس، سكن الكوفة. صحب علي بن أبي طالب، وشهد معه حروبه. ذكره ابن الكلبي فيمن شهد صفين مع علي من الصحابة وقتل بها، وقال أبو عمر ابن عبد البر: «ذكره ابنُ الكلبيّ فيمن شهد صِفّين مع علي  مِن الصّحابة».
ذكره سراقة البارقي في شعره واصفاً بلاء قومه في صفين، ومقتل قيس يومها وهو على الخيل، وفي ذلك يقول:

## النسب
- هو: قيس بن عوف - أبي قيس - من بني الأوصام ينتهي نسبه إلى بارق بن حارثة بن عمرو مزيقياء، ومزيقياء من ملوك العرب في الجاهلية البعيدة.[4]
- أخيه: المنذر بن عوف البارقي: شاعر، ذكره ابن الكلبي في نسب بارق.[5][6]
- ابن أخيه: النعمان بن المنذر البارقي (نحو 1 هـ - 80 هـ): تابعي،[7] يحدث عن علي بن أبي طالب.[8] وعنه يحدث: دثار بن الحارث النهدي الكوفي شيخ شريك بن عبد الله النخعي.[9]